# Plecoptera megarthra
Plecoptera megarthra är en fjärilsart som beskrevs av George Francis Hampson 1910. Plecoptera megarthra ingår i släktet Plecoptera och familjen nattflyn. Inga underarter finns listade i Catalogue of Life.